# Ung klok och gammal tok
Ung klok och gammal tok (originaltitel: Le jeune sage et le vieux fou) är en komedipjäs med sång i en akt med libretto av François-Benoît Hoffman och musik av Étienne-Nicolas Méhul, med flera. Komedin översattes till svenska av Carl Gustaf Nordforss. Den framfördes första gången i Sverige den 9 oktober 1805 på Arsenalsteatern i Stockholm. Mellan 1805 och 1808 framfördes den fyra gånger på Arsenalsteatern.

## Roller
| Roller  | Stämma | Premiärbesättning | Rollbesättning vid den svenska premiären den 9 oktober 1805 (Dirigent: ) |
| ------- | ------ | ----------------- | ------------------------------------------------------------------------ |
| Mervall |        |                   | Louis Deland                                                             |
| Elise   |        |                   | C. G. Schylander                                                         |
| Rose    |        |                   | Jeanette Wässelius                                                       |
| Frontin |        |                   | Carl Fredrik Berg                                                        |
| Cliton  |        |                   | Johan Jacob Fahlgren                                                     |